# Soul of a Supertramp
| Recensione | Giudizio |
| ---------- | -------- |
| RapBurger  |          |

Soul of a Supertramp è il primo album in studio del rapper italiano Mezzosangue, pubblicato il 23 gennaio 2015 in free download digitale sul sito ufficiale del rapper.

## Tracce
1. Armonia & caos – 3:25
2. Diventa quello che sei – 2:43
3. Out of My Mind – 3:43
4. Sangue – 2:55
5. Benoit Lecomte – 2:26
6. Ectoplasmi – 2:40
7. Soul of a Supertramp – 3:30
8. Touchè – 2:56
9. Circus – 3:05
10. Senza Dio né stato – 3:33
11. Silent Hill – 3:18
12. De anima – 3:29
13. Nichilismo – 2:31
14. Verità – 1:49

## Formazione
Musicisti
- Mezzosangue – rapping, voce
- DJ Baro – scratch (traccia 1)
- Squarta – mastering, missaggio, registrazione

Produzione
- Mess Too – produzione (traccia 1)
- Squarta – produzione (tracce 2, 3, 4, 7, 8, 10 e 12)
- Grabe – produzione (tracce 5, 6, 11, 13 e 14)
- Ill Grosso – produzione (traccia 9)